# Arrondissement Belfort
Arrondissement Belfort je správní územní jednotka, arrondissement, ležící v regionu Franche-Comté ve Francii. Je to jediný arrondissement departementu Territoire de Belfort.

## Členění
Člení se dále na 15 kantonů a 102 obcí.

## Kantony
- Beaucourt
- Belfort-Centre
- Belfort-Est
- Belfort-Nord
- Belfort-Ouest
- Belfort-Sud
- Châtenois-les-Forges
- Danjoutin
- Delle
- Fontaine
- Giromagny
- Grandvillars
- Offemont
- Rougemont-le-Château
- Valdoie

## Obyvatelstvo
Populace arrondissementu vzrostla ze 134,097 v roce 1990, na 137,408 v roce 1999, to je o 2.47%.